# Истопная (станция)
Исто́пная — узловая железнодорожная станция Монзенской железной дороги. Расположена в посёлке Истопный в 32 километрах от Вохтоги, в связи с чем в обиходе местных жителей распространено название «Станция 32 километр»

## История
Станция открыта в 1929 году. Название станции происходит от того, что пристанционный посёлок возник одним из самых первых, и вблизи него заготавливалась древесина, отправлявшаяся в центральные регионы России на топливо. До 1949 года железная дорога была продлена до Каменки, а при открытии участка Истопная — Прудовица в 1948 году станция стала узловой.

## Описание станции

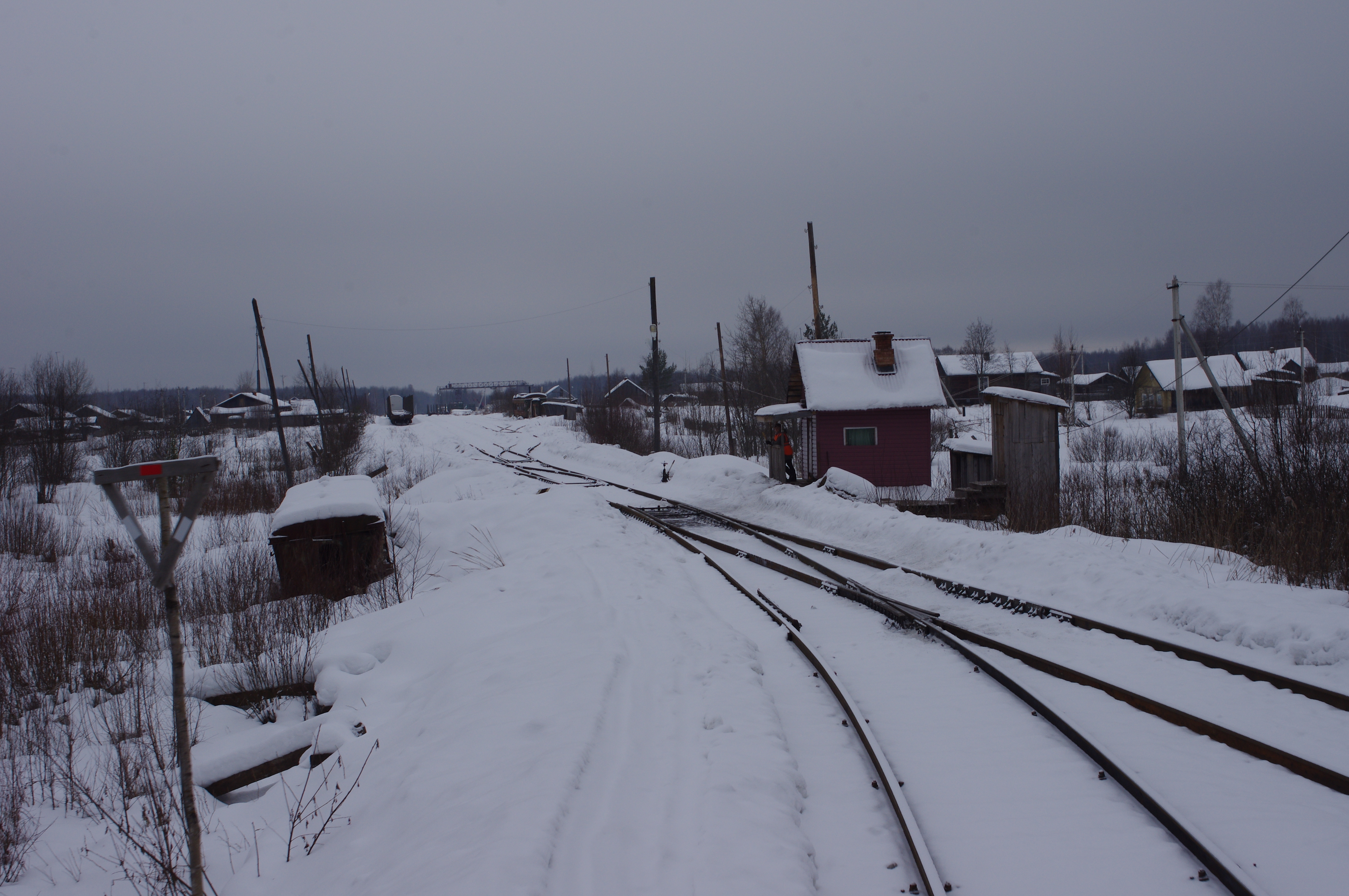

На станции 4 главных пути, из которых два используются для проезда транзитных поездов. Ещё два пути используются для отстоя грузовых составов, идущих с более отдалённых пунктов Монзенской железной дороги. От II главного пути отходит вытяжной тупик в сторону юго-западной горловины, на котором производится погрузка леса.

## Деятельность
Станция является узловой транзитной станцией. В северо-восточной горловине станции находится механическая стрелка, от которой начинается ответвление от главного хода в Каменку. На станции останавливается двухгруппный пассажирский поезд Вохтога — Ида, в Истопной производится его расцепка: 1 вагон отправляется в Каменку с отдельным локомотивом, остальные следуют далее в Иду.

### Расписание поездов
| № поезда | Маршрут               | Периодичность курсирования     | Время |
| -------- | --------------------- | ------------------------------ | ----- |
| 101/103  | Ида/Каменка — Вохтога | Понедельник, четверг, выходные | 5:56  |
| 102      | Вохтога — Ида         | Среда, пятница, выходные       | 21:08 |
| 104      | Вохтога — Каменка     | Среда, пятница, выходные       | 21:20 |